# Günter Nobel
Günter Michael Nobel (* 9. März 1913 in Filehne, Provinz Posen; † 31. August 2007 in Berlin) war ein deutscher Widerstandskämpfer gegen den Nationalsozialismus und DDR-Funktionär.

## Leben
Günter Nobel entstammte einer alten ungarischen Rabbiner-Familie und wuchs als jüngster von drei Söhnen in Schneidemühl auf, wohin sein Vater Israel Nobel (1879–1962) 1914 als Rabbiner versetzt wurde. 1924 zog er mit seiner Familie aufgrund einer erneuten Versetzung des Vaters nach Berlin-Moabit und 1930 in die Oranienburger Vorstadt. Günter Nobel erlangte im Frühjahr 1931 am Friedrich-Werderschen Gymnasium die Hochschulreife und begann anschließend ein Studium mit den Fächern Jura und Volkswirtschaft an der Friedrich-Wilhelm-Universität. Nach der Machtergreifung der NSDAP brach Günter Nobel sein Studium wegen wiederholter Misshandlungen durch antisemitische Kommilitonen, die ihn „als Juden erkannt“ hatten, ab.
Gemeinsam mit seiner späteren Ehefrau Genia Nobel (geb. Schmerling, 1912–1999), die er im Herbst 1931 durch die fast alltäglichen Auseinandersetzungen mit nationalsozialistischen Studenten an der Berliner Universität kennenlernt hatte, trat er erst der SAP und dann der KPD bei. Beide beteiligten sich am antifaschistischen Widerstand im KPD-Unterbezirk Charlottenburg.
Ab Mai 1933 absolvierte Günter Nobel durch Vermittlung der Jüdischen Gemeinde im Berliner Taxibetrieb Tempo eine Ausbildung zum Autoschlosser, die er nach dessen Schließung bei der Schlosserfirma von Felix Hohl fortsetzte. Im Dezember 1935 wurde Felix Hohl als Widerstandskämpfer gegen den Nationalsozialismus verhaftet und Günter Nobel konnte seine Ausbildung erneut nicht beenden.
Am 28. Juli 1936 wurden Genia und Günter Nobel in ihrer Wohnung in Berlin-Wilmersdorf von der Gestapo verhaftet. Am 1. Dezember 1937 wurden beide wegen „Vorbereitung zum Hochverrat“ zu einer dreijährigen Zuchthausstrafe verurteilt, die Günter Nobel überwiegend im Zuchthaus Brandenburg verbrachte. Unmittelbar nach der Haftentlassung gelang beiden die Flucht nach Shanghai, wo sie im Shanghaier Ghetto überlebten. Dort schlossen sie sich erneut einer KPD-Gruppe an und wurden Tass-Korrespondenten. Für den Lebensunterhalt verdingte sich Günter Nobel als Schweißer bei einer Einrichtung der US-Armee in Shanghai.
1947 kehrte er auf Initiative Bruno Baums, seines Zellengenossen im Zuchthaus Brandenburg, nach Berlin zurück. Von 1949 bis 1952 war er im SED-Parteiapparat tätig und Mitarbeiter im Zentralkomitee, bis seine Tätigkeit für die US-Streitkräfte während der Emigrationsjahre bekannt wurde. Von 1952 bis 1956 wurde er Kulturdirektor im Funkwerk Berlin, danach folgten Tätigkeiten im Institut für Marktforschung und in der Staatlichen Plankommission. Von 1969 bis 1971 wirkte er als Legationsrat und Leiter der Handelsvertretung der DDR in Stockholm. Anschließend war er Sektorenleiter bzw. wissenschaftlicher Mitarbeiter im Außenministerium der DDR.
Seine letzten Lebensjahre verbrachte er in Berlin-Johannisthal. Er war aktiv tätig in der Liga für Völkerfreundschaft der DDR, war Mitglied der Zentralleitung des Komitees der Antifaschistischen Widerstandskämpfer der DDR und über viele Jahre Vorstandsmitglied im Jüdischen Kulturverein Berlin.
Günter Nobel starb während der Neueröffnung der umgebauten Synagoge Rykestraße in Berlin-Prenzlauer Berg. Seine Urne wurde auf dem Friedhof Baumschulenweg im Ehrenhain für Verfolgte des Naziregimes beigesetzt.

## Auszeichnungen
- 1978 Vaterländischer Verdienstorden in Silber
- 1983 Orden Stern der Völkerfreundschaft in Silber und 1985 in Gold

## Schriften
- Genia und Günter Nobel: Als politische Emigranten in Shanghai. In: Beiträge zur Geschichte der Arbeiterbewegung. Jg. 21, 6/1979